# Anarchy (álbum de Busta Rhymes)
Anarchy, lançado em 2000, é o quarto álbum de estúdio de Busta Rhymes. O álbum veio após o lançamento de The Coming, When Disaster Strikes e Extinction Level Event. O álbum estreou em #4 na Billboard 200 com 167,000 vendidas na primeira semana e mais tarde virou platina. A Nielsen SoundScan reportou que o álbum vendeu 683,000 cópias.

## Faixas
| N.º | Título                                                   | Produtor(es)     | Duração |  |
| 1.  | "Intro: The Current State of Anarchy"                    |                  | 2:27    |  |
| 2.  | "Salute Da Gods!!"                                       | DJ Scratch       | 3:37    |  |
| 3.  | "Enjoy Da Ride"                                          | Jay Dee          | 3:47    |  |
| 4.  | "We Put It Down For Y'all"                               | Swizz Beatz      | 3:30    |  |
| 5.  | "Bladow!!"                                               | Scott Storch     | 3:40    |  |
| 6.  | "Street Shit"                                            | Just Blaze       | 3:54    |  |
| 7.  | "Live It Up"                                             | Jay Dee          | 3:42    |  |
| 8.  | "Fire"                                                   | Busta Rhymes     | 2:50    |  |
| 9.  | "All Night"                                              | Swizz Beatz      | 3:44    |  |
| 10. | "Show Me What You Got"                                   | Jay Dee          | 3:43    |  |
| 11. | "Get Out!!"                                              | Nottz            | 3:04    |  |
| 12. | "Heist" (feat. Ghostface Killah, Raekwon & Roc Marciano) | Large Professor  | 4:17    |  |
| 13. | "A Trip Out of Town"                                     | Nottz            | 3:37    |  |
| 14. | "How Much We Grew"                                       | DJ Shok          | 4:55    |  |
| 15. | "Here We Go Again" (feat. Flipmode Squad)                | Just Blaze       | 3:29    |  |
| 16. | "We Comin' Through"                                      | DJ Scratch       | 3:00    |  |
| 17. | "Come On All My Niggas, Come On All My Bitches"          | DJ Scratch       | 2:55    |  |
| 18. | "Make Noise" (feat. Lenny Kravitz)                       | Rockwilder       | 3:18    |  |
| 19. | "Ready For War" (feat. M.O.P)                            | Busta Rhymes     | 4:18    |  |
| 20. | "Why We Die" (feat. DMX & Jay-Z)                         | P. Killer Trackz | 3:59    |  |
| 21. | "Anarchy"                                                | Nottz            | 4:13    |  |
| 22. | "Outro"                                                  |                  | 0:46    |  |

## Críticas
| Críticas profissionais | Críticas profissionais |
| Avaliações da crítica  | Avaliações da crítica  |
| Fonte                  | Avaliação              |
| ---------------------- | ---------------------- |
| AllMusic               | [ 4 ]                  |
| Billboard              | Favorável              |
| Boston Phoenix         | [ 6 ]                  |
| Entertainment Weekly   | C-                     |
| Melody Maker           | [ 8 ]                  |
| NME                    | [ 9 ]                  |
| PopMatters             | Favorável              |
| Rolling Stone          | [ 11 ]                 |
| Yahoo! Music           | Favorável              |
| Yakima Herald          | [ 13 ]                 |

## Samples
"Fire"
Surrender by Diana Ross
"Show Me What You Got"
"Come and Play in the Milky Night" by Stereolab
"Salute Da Gods!!"
"Betcha by Golly Wow!" by The Stylistics
"Get Out!!"
"The Ugly Duckling" by The Richard Wolfe Children's Chorus
"A Trip Out Of Town"
"Those Were the Days" written by Eugene Raskin

## Singles
- "Get Out!!"
- "Fire"